# Précarité énergétique
Vous pouvez aider à l'améliorer ou bien discuter des problèmes sur sa page de discussion.
- Il adopte un point de vue régional ou culturel particulier et nécessite une internationalisation. (Marqué depuis octobre 2014)
- Il doit être recyclé. La réorganisation et la clarification du contenu sont nécessaires. (Marqué depuis octobre 2014)

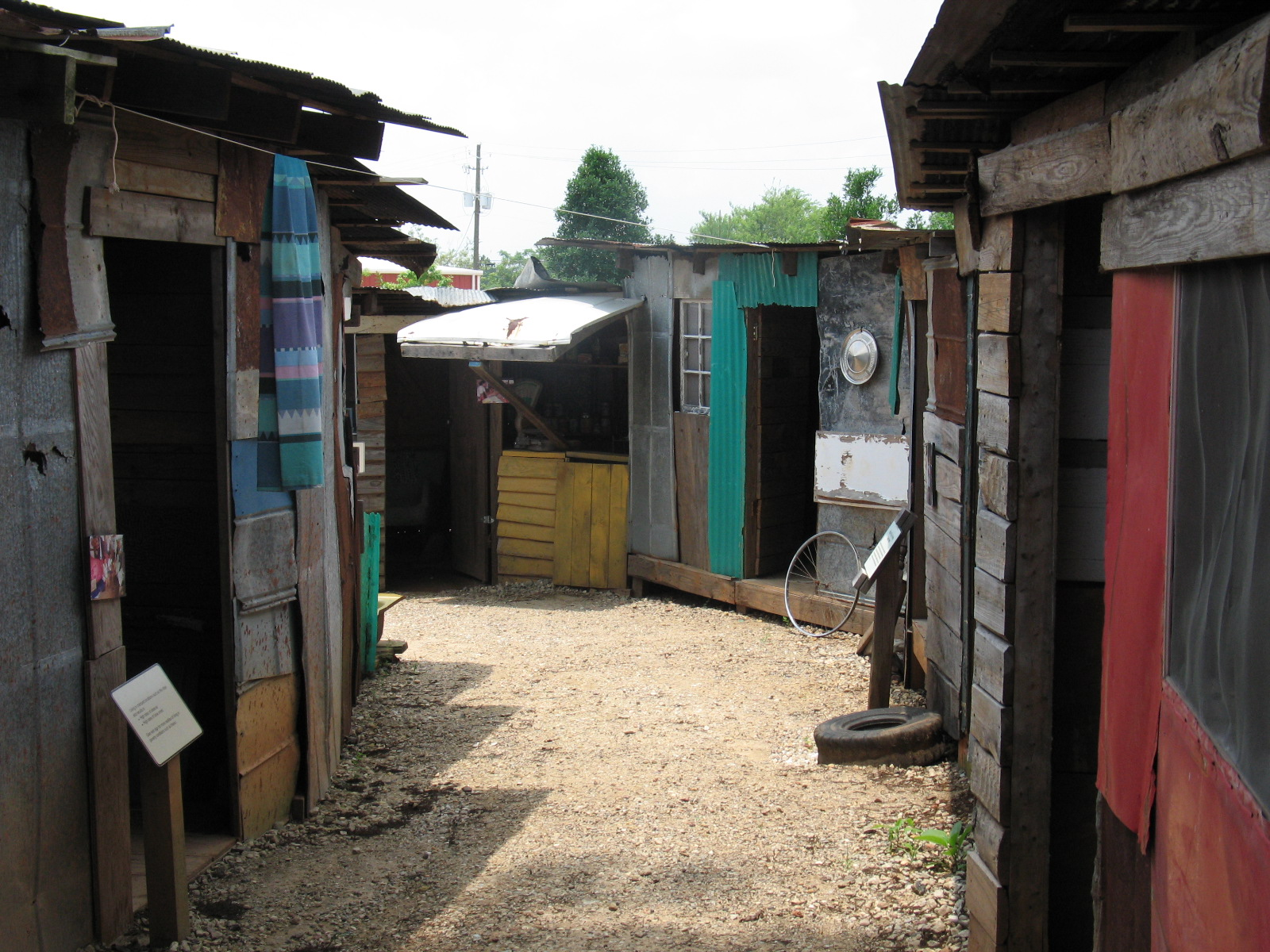
Le Global Village and Discovery Center d'Habitat for Humanity International à Americus, en Géorgie, recrée un bidonville dans le but de sensibiliser les visiteurs à l'existence et à l'insalubrité des logements pauvre dans le monde.

La précarité énergétique désigne l'état de précarité de personnes, familles ou groupes n'ayant pas un accès normal et régulier dans leur logement ou lieux de vie aux sources d'énergie nécessaires à la satisfaction de leurs besoins primaires, par exemple à cause de bâtiments mal isolés contre le froid ou la chaleur, ou à la suite de l'inadaptation ou du prix des ressources énergétiques. Près d'un milliard de personnes dans le monde n'ont pas accès à l'électricité, et beaucoup n'ont pas de moyens de se protéger des grandes chaleurs ou du froid, avec notamment des répercussions sur leur santé et l'éduction des enfants (qui par exemple ne peuvent étudier le soir, faute de lumière). La majorité des personnes en situation de précarité énergétique vivent dans des zones rurales d'Afrique et d'Asie.
Ainsi, en France, afin de lutter contre la précarité énergétique, la loi climat-résilience interdit la mise en location des logements classés G, F et E lors du diagnostic de performance énergétique, familièrement qualifiés de « passoires thermiques »,, respectivement à partir de 2025 (classe G), 2028 (classe F) et 2034 (classe E) et impose des gels de loyers pour les locataires déjà titulaires d'un bail dans ce type de logements.
Cette question correspond aussi à des enjeux en matière de climat et de bon état écologique de la planète, car le chauffage et le fonctionnement de l'habitat sont source directe et indirecte d'importantes émissions de gaz à effet de serre, qui peuvent être diminuées par l'efficience énergétique, laquelle est aussi à long terme une source d'économie d'argent et de moindre gaspillage de carburants.

## Éléments de définition
La notion de précarité énergétique désigne l'état de précarité de personnes, familles ou groupes n'ayant pas un accès normal et régulier dans leur logement ou lieux de vie aux sources d'énergie nécessaires à la satisfaction de leurs besoins primaires. Elle est dans une certaine mesure relative (relative notamment aux rigueurs du climat de la région considérée) et liée aux besoins énergétiques du foyer.
Trois principales causes directes de précarité sont :
1. une mauvaise conception et/ou isolation des bâtiments contre le froid ou la chaleur ;
2. des comportements, volontaires ou non, de gaspillage d'énergie ;
3. un prix des ressources énergétiques en interdisant l'accès aux moins riches.

En France métropolitaine, l'indécence énergétique désigne, dans le cadre de la réglementation, le cas de logements consommant trop d'énergie pour permettre des conditions de vie correctes et éviter des gaspillages. Plus précisément, selon le décret du 11 janvier 2021, un logement est jugé énergétiquement indécent s’il consomme plus de 450 kilowattheures d’énergie finale par mètre carré par an (évaluation réalisée via le diagnostic de performance énergétique défini à l’article L. 134-1 du Code de la construction et de l’habitation). Ces logements ne peuvent pas être loués, pour ne pas exposer les locataires à des conditions de vie potentiellement dégradées et à des factures énergétiques excessives. Ce mécanisme s’inscrit dans les stratégies de lutte contre les passoires thermiques et de transition énergétique.
Hormis dans le bâtiment très basse consommation (BBC) ou à énergie positive, un accès important et généralement payant à une ou plusieurs sources d'énergie sont indispensables pour se chauffer (ou climatiser), s'éclairer et faire fonctionner des appareils essentiels (souvent électriques).

## Pauvreté ou précarité énergétique?
La pauvreté énergétique est un stade ultime de la précarité énergétique qui relève d'une difficulté à accéder techniquement pour son logement à des sources d'énergie outre le fait d'avoir des difficultés à les payer.

## Dans les pays développés

### États-Unis
Sous la présidence de Barack Obama ; malgré les effets de la crise économique de 2008 qui affectait le pays, les aides aux plus « démunis énergétiques » ont été multiplié par 20 en quelques années, passant, grâce notamment au programme Low Income Energy Assistance Program (4,71 milliards de dollars en 2010, avec des aides atteignant 1 500 dollars par ménage) de 230 millions de dollars à 5 milliards ! citant (p. 49).

### En Europe
En Europe, la précarité est l'un des grands facteurs d'injustice environnementale et a trouvé une première conceptualisation au Royaume-Uni dès 2001 qui évoque depuis lors la "Fuel poverty" (ou pauvreté énergétique) comme le rappelle le Think Tank Solidarité.
Les usagers européens vulnérables sont reconnus par les directives électricité et gaz de 2009 
- La directive adoptée le 25 juin 2009 sur le marché intérieur de l'électricité exige des États membres qu'ils prennent les mesures pour protéger le consommateur final et en particulier les usagers les plus vulnérables et pour aider à l'amélioration de l'efficacité énergétique des logements (considérant no 53 et points 7 et 8 de l'article 3).
- La directive adoptée à la même date sur le marché intérieur du gaz naturel présente les mêmes exigences que la directive sur le marché intérieur de l'électricité (considérant no 50 et points 3 et 4 de l'article 3).

En application du principe de subsidiarité, il appartient à chaque État-membre d'orienter sa politique énergétique avec ses opérateurs.
Alors que l'Europe affiche sa politique de lutte contre les précarités en 2010, c'est sans doute via la politique de logement que les progressions sont les plus attendues.

### En France
Définition : On considère généralement que la précarité énergétique commence en France quand un ménage consacre plus de 10 % de ses revenus aux dépenses d'énergie dans le logement. Pour l'ADEME (2008), "les ménages les plus pauvres consacrent 15 % de leur revenu aux dépenses énergétiques contre seulement 6 % pour les plus riches".
Evaluations
- En 2010-2012 l'énergie représente en moyenne 7,7 % de la consommation des ménages français, et le seuil de précarité énergétique est situé à 10 % des revenus ; 9 millions de Français étaient touchés par la précarité énergétique[10]. En 2012 3,8 millions de ménages, pour 90 % dans le parc privé, et des propriétaires dans 62 % des cas, souvent ruraux, âgée et vivant dans un habitat ancien (avant 1975, date de la 1re réglementation thermique)[11]. La rénovation énergétique s'est le plus concentré dans l'ouest et le nord du pays[11].
- En 2013, L'ONPE publie un rapport[12]
- En 2014, selon l'Observatoire national de la précarité énergétique (ONPE), sur la base d'un « panel d'indicateurs prenant également en compte le niveau de revenu et le ressenti du froid » elle toucherait 5,1 millions de ménages et non pas neuf[13].
- En 2018 l'ONPE estime que près de 5 millions de ménages sont en situation de précarité énergétique, malgré les aides financières du Fonds de solidarité pour le logement (FSL), les tarifs sociaux de l'énergie et les aides à la rénovation ou à l'isolation du logement[14].

Fin 2018, en complément de l'enquête nationale sur le logement (faite tous les 7 ans), l'ONPE a produit un nouvel indicateur annuel dit de « taux d'effort énergétique » ; il correspond au nombre de ménages pauvres et modestes qui consacrent plus de 8 % de leur revenu pour payer la facture énergétique de leur logement. Sa première version concerne 2017 : cette année là près de 12 % des ménages (3,3 millions de ménages ou 6,7 millions de personnes) étaient concernés. Trois ménages sur dix se chauffent moins qu'ils ne le souhaiteraient et un sur dix a des difficultés à régler ses factures d'énergie. En 2017, « 543 874 ménages ont subi une intervention d'un fournisseur d'énergie (réduction de puissance, suspension de fourniture, résiliation de contrat) suite aux impayés d'énergie ». Une légère amélioration est enregistrée sur 5 ans (de 2013 à 2017) en partie grâce à des hivers plus doux et en partie grâce à la baisse des consommations d'énergie des logements".
En 2019, près de 3,6 millions de personnes ont froid dans leur logement, pour des raisons liées à la précarité. Les Français sont 44 % de plus qu'en 2006 à se priver de chauffage à cause de son coût.
Mesures :
- La CAPEB et l'ANAH ont mi-2011 signé une convention de partenariat, dans le cadre d'un programme « Habiter mieux », visant la réhabilitation thermique de 300.000 logements privés avant 2017. La Région Nord-Pas-de-Calais et l'ADEME soutiennent un programme 100 000 logements éco-rénovés, intégré dans une démarche de renouvellement urbain au regard de la lutte contre le changement climatique, avec une idée de « massification » de la réhabilitation[17].
- Chèque énergie : En complément aux mesures d'efficacité énergétique l'ONPE l'a recommandé en 2014. Mis en place dans le cadre de la Loi relative à la transition énergétique pour la croissance verte[18], il est présenté par Ségolène Royal en mai 2016 (150 euros destinés aux ménages en grande précarité)[19]. Il a été versé à 3,6 millions de ménages en 2018 [15]. Le gouvernement propose de l'élargir en 2019 à 5,8 millions de ménages, tout en l'augmentant de 50 euros.
- Le nombre de ménages bénéficiant du programme « Habiter Mieux » de l'Agence nationale de l'habitat est reparti à la hausse en 2017 pour atteindre plus de 52 000 ménages aidés[15]. Le grand plan d'investissement 2018-2020 ajoute au programme Habiter mieux 1,2 milliard d'euros pour financer la rénovation de 75.000 logements par an (soit 375.000 avant 2022.

### Dans les pays en voie de développement
La pauvreté énergétique concerne plus encore les foyers des pays en voie de développement.
La compréhension des causes du phénomène est parfaitement établie depuis 2002 par l'Agence Internationale de l'Énergie.
De ce point de vue, certains observateurs indiquent :"qu'il manque encore une "vision accès à l'énergie de tous" globale, forte et cohérente, à l'échelle internationale.
L'accès à l'énergie pour la base de la pyramide ou “Access to Energy for the Base of the Pyramid” permet de faire avancer une réflexion commune aux pouvoirs publics et aux opérateurs économiques. Le programme Bipbop accès à l'énergie s'inscrit parfaitement dans ce cadre, car il s'engage à donner l'accès à l'énergie aux personnes qui ont le plus besoin.
Si la pauvreté énergétique peut se mesurer à la variable de l'accès à l'électricité qui varie par pays en fonction de son caractère rural ou urbain, près de 4 milliards de personnes soit la base de la pyramide (ou BOP), vivent alors en situation de pauvreté énergétique.

## Combien de personnes en précarité énergétique?
Dans le monde, au début de la décennies 2010, environ 20% de la population, soit environ 1,3 milliard de personnes n'ont pas accès à l'électricité, et 2,8 milliards se chauffent ou cuisinent au bois, au charbon, au charbon de bois ou avec d'autres types de biomasse selon la Banque Mondiale /AIE (mai 2013), cité par Michel Derdevet, dans de mauvais foyers sources de cancers, d'intoxications et de maladies respiratoires.
Au début du XXIe siècle, plus de la moitié (57%) des africains n'ont pas d'accès à l'électricité pour la cuisson, le chauffage ou la climatisation, et ce taux atteint 85% au Congo et en Tanzanie, et même 92% en Ouganda) alors que, à titre ce comparaison, dans le seul État de New-York, les habitants ont une consommation annuelle qui est énergétiquement équivalente à celle des 800 millions d'africains de la zone Sub-saharienne. Pourtant l'Agence internationale de l'énergie (AIE) a calculé que multiplier par 5,3 les programmes d'accès à l'énergie suffirait à résoudre le problème (vers 2010 seuls 9,1 milliards de dollars y étaient dédiés dans le monde et cet argent venait essentiellement d'organisations multilatérales [34%] et d'aides bilatérales au développement [31%)] ; au cout de l'énergie de 2010, il aurait fallu dédier entre 2010 et 2030, 48 milliards de dollars par an à la pauvreté énergétique pour permettre un accès universel à l'énergie à chaque terrien (un somme qui équivaut au prix de vebte de 128 Airbus A380  !
Selon le Parlement européen, 50 à 125 millions d’Européens (un européen sur sept) vivent en situation de pauvreté énergétique ; et plus que 81 % des européens souhaitent que la lutte contre la précarité énergétique soit traitée en priorité au niveau de l’UE
En Europe, les travaux de l'EPEE de 2009 (cf. European Fuel Poverty and Energy Efficiency, le 8 octobre 2009 à Paris) évoquait une première projection : de 50 à 125 millions d'européens seraient confrontés à la précarité énergétique sur environ 500 millions.
En France, selon l'ANAH : en 2009, « au moins 3 400 000 ménages (13 % des ménages) étaient en précarité énergétique avec un taux d'effort énergétique supérieur à 10 %. Il s'agit de ménages défavorisés, mais aussi de ménages modestes ». (...) « Les segments de population les plus touchés parmi les ménages en situation de précarité énergétique :
- 87 % d'entre eux sont logés dans le parc privé ;
- 70 % d'entre eux appartiennent au premier quartile de niveau de vie ;
- 62 % sont propriétaires ;
- 55 % d'entre eux ont plus de 60 ans ».

Selon l'EPEE en 2008 (cf.Programme EPEE - Note de synthèse l'atelier du 7 février 2008
La question de la précarité énergétique dans le logement social public: Problèmes, bonnes pratiques, propositions d'action), "Une part importante des locataires en situation de précarité énergétique – 16 % de la population vit en France dans le parc social (qui compte 4 315 000 logements au total). Des estimations évaluent à 20 % environ des locataires qui consacrent 10 % ou plus de leurs revenus aux dépenses énergétiques. 40 % de la population dont les revenus sont compris dans le premier décile, qui consacre plus de 10 % de son revenu aux charges énergétiques vit en logement social (c'est-à-dire environ un million de personnes)."
À l'échelle d'une Région, la région Île-de-France a récemment divulgué quelques chiffres de 2006 sur la précarité énergétique pour préparer son « Plan régional pour le climat ».
L'état de la précarité énergétique des franciliens (chiffres 2006) se décompose comme suit :
- "1/5e des franciliens se plaint du froid, soit 2 300 000 franciliens
- 24 % des locataires d'HLM déclarent souffrir du froid
- 126 000 ménages (290 000 franciliens) se chauffent trop peu par manque de moyens
- Les dépenses énergétiques domestiques représentent en moyenne 3,5 % du budget des ménages - la moyenne nationale est de 3,8 %. Mais 330 000 ménages, soit 700 000 franciliens, consacrent plus de 10 % de leurs revenus aux dépenses énergétiques dans l'habitat (le seuil de précarité énergétique est estimé à 10 %)
- La dépense moyenne énergétique est de 16,6 €/m2/an pour un logement construit avant 1949 et de 12,6 €/m2/an pour un logement construit après 2002".

## Les constats et causes d'un cercle vicieux économique puis social
À titre d'exemple, en France, un rapport de l'Anah du 15/12/2009 a parfaitement identifié l'engrenage de la précarité énergétique par un passage plus ou moins rapide aux phases suivantes :
- impayés, endettement progressif, coupures d'énergie ;
- restriction et privation de chauffage ;
- problèmes de santé (mauvais sommeil, maladies respiratoires, surmortalité hivernale) ;
- problèmes de sécurité (chauffages d'appoint encore plus consommateurs d'énergie et/ou sources d'intoxications au monoxyde de carbone ou d'incendies) ;
- repli chez soi, isolement social.

La précarité énergétique est souvent révélatrice d'autres précarités qui s'agrègent sur la tête des ménages concernés. Bien souvent, un ménage en précarité cumule d'autres sources d'endettement (crédit...) et une situation provisoire ou de longue durée de précarité voire de pauvreté.
Les factures de gaz, fioul ou électricité impayées sont une source importante d'endettement et de demande d'aide sociale pour bénéficier de tarifs sociaux.
C'est un des facteurs et enjeux de la lutte contre les inégalités écologiques et sociales.
Des cercles vicieux sont entretenus par le fait que, dans un contexte de hausse générale de l'énergie, les logements sociaux sont souvent énergivores faute d'isolation de qualité, que les matériels de chauffage électriques sont les moins chers à l'achat, mais les plus coûteux sur le plan de la facture énergétique. Les matériels les plus économes tels les logements à énergie passive sont plus coûteux à l'achat ou introuvables en location. Les ménages aisés ont donc proportionnellement plus de facilités pour compenser les hausses de coût de l'énergie ou pour acquérir des logements moins énergivores.

## Lutte contre la précarité énergétique
À l'échelle de l'Union européenne, Les directives sur les règles communes pour le marché intérieur de l'électricité  et du gaz naturel incitent les États membres à créer des plans d'action nationaux et à prendre soin des clients vulnérables ; et une directive relative aux pratiques commerciales déloyales 22 protège les intérêts des consommateurs.
Le programme FinSH qui a rassemblé cinq États membres (Allemagne, France, Italie, Royaume-Uni, Pologne) a proposé aux bailleurs sociaux européens un guide de bonnes pratiques pour sortir de la précarité énergétique.
En France, où l'Observatoire national de la précarité énergétique (ONPE) a également publié un guide sur la lutte contre cette forme de précarité en 2019, les propositions de l'ANAH[Quoi ?] précitées rappellent des actions qui les sous-tendent :
- « Mettre la personne au centre du dispositif » pour conjuguer accompagnement sur mesure et massification des interventions sur les logements ;
- « Faire mieux connaître les aides disponibles » aux publics auxquels elles sont destinées ;
- « Développer un outillage financier complémentaire » permettant des réponses adaptées aux moyens et situations des ménages exclus de fait des dispositifs de droit commun ;
- « Proposer un dispositif cohérent et coordonné », avec une assise locale solide ;
- « Prioriser une action à long terme » et un effet réparateur du cadre de vie ;
- « Mobiliser au mieux l'existant » en l'adaptant aux enjeux ;
- « Se mettre à l'échelle du besoin » et en mesure de traiter (moyens, déploiement de dispositifs) ;
- « Flécher les moyens suffisants » permettant de répondre à l'enjeu quantitatif.

Les solutions collectives ou le tiers-investissement offrent des avantages, mais bénéficient moins aux populations pauvres propriétaires de leur logement qui y ont moins accès.
L'habitat passif, qui permet de se passer de chaudière, même en zone tempérée est une autre solution émergente, mais peu accessible aux populations pauvres, sauf forte implication des bailleurs sociaux au rythme extrêmement lent de la rénovation de l'habitat social.
Des approches globales de type Agenda 21 ou plan climat-énergie territorial (PCET) encouragent ce type d'approche.

## L'action des pouvoirs publics français

### Une reconnaissance explicite tardive du législateur français
En France, l'article 11 de la loi Grenelle II du 12 juillet 2010 ajoute l'obligation de mesures de lutte « contre la précarité énergétique » à l'article 2 de la loi no 90-449 du 31 mai 1990 (visant à la mise en œuvre du droit au logement).
L'article 4 de cette même loi est également complété par une définition légale de la précarité énergétique :

« Est en situation de précarité énergétique au titre de la présente loi une personne qui éprouve dans son logement des difficultés particulières à disposer de la fourniture d'énergie nécessaire à la satisfaction de ses besoins élémentaires en raison de l'inadaptation de ses ressources ou de ses conditions d'habitat. »

### Le groupe de travail précarité énergétique de 2009
Valérie Létard a confié au Plan Bâtiment Grenelle le soin de mettre en place en septembre 2009 un groupe de travail sur la précarité énergétique. Le groupe de travail a remis ses conclusions le 15 décembre 2009. Le groupe de travail fait neuf propositions articulées pour lutter contre la précarité énergétique qui font interagir quatre initiatives nationales et cinq types d'actions sur le terrain :
Dispositions nationales
1- La lutte contre la précarité énergétique inscrite dans la loi pour définir un cadre d'action ;
2- Un observatoire pour connaître et évaluer, donner un appui au pilotage national ;
3- Un bouclier énergétique à maintenir et renforcer : un chèque énergie pour aider les ménages à faire face aujourd'hui aux dépenses d'énergie ;
4- L'inscription de la performance thermique dans les textes indécence/insalubrité pour lutter contre les passoires énergétiques et le lien avec les dispositifs santé (Plan national santé environnement (PNSE) et Plan régional santé environnement (PRSE)).
L'instauration, en loi de Finances, d'un fonds alloué au Plan de lutte contre la précarité énergétique, apporteur notamment de capacités d'investissement aux ménages sous forme d'un chèque travaux économe.
Dispositif local et aides financières nouvelles
Un tel dispositif serait intégré aux PDALPD (plans départementaux d'action pour le logement des personnes défavorisées) et les aides financières nouvelles permettraient d'agir durablement sur les logements :
5- Mettre en œuvre localement un volet - lutte contre la précarité énergétique dans les PDALPD ;
6- Aller à la rencontre des personnes avec des visites à domicile pour mieux lier repérage des situations et actions sur les logements ;
7- Généraliser et renforcer des Fonds locaux de lutte contre la précarité énergétique pour mieux coordonner les actions et accompagner le ménage jusqu'à la réalisation de travaux ;
8- Soutenir ces fonds locaux par un dispositif national de chèque vert travaux économes pour aider les ménages à rendre leur logement performant ;
9- Le compléter par un meilleur accès au crédit pour les plus modestes.
La tendance à individualiser la responsabilité de la précarité énergétique, « axée autour de la figure du sur-consommateur d’énergie et de figures satellitaires comme le « mauvais » gestionnaire », qui rendrait acceptable ou nécessaire des interventions visant à modifier les comportements des populations précaires, entre écogestes et privations, a fait l'objet d'analyses critiques.

### L'Engagement national de lutte contre la précarité énergétique de janvier 2010
À la suite du rapport du groupe de travail précarité énergétique, un Engagement national de lutte contre la précarité énergétique a été présenté le 26 janvier 2010 qui comprend les mesures suivantes :
- Définition d'un cadre d'action dans la loi « Grenelle 2 » ;
- Mise en place, notamment grâce au Grand Emprunt, d'un « Fonds national d'aide à la rénovation thermique des logements privés », portant à 1,25 milliard d'euros l'engagement financier de l'État (hors aides fiscales) ;
- Conclusion au niveau départemental de « Contrats locaux d'engagement contre la précarité énergétique » : cette contractualisation avec les acteurs locaux permettra de mobiliser les différentes sources de financements et de mettre en place un accompagnement individualisé : repérage des situations à traiter, diagnostic énergétique et financier, montage du projet de rénovation thermique, mise en œuvre des travaux.
- Mise en place de l'Observatoire national de la précarité énergétique, annoncée par Valérie Létard le 8 octobre 2009.

### Le programme Habiter Mieux de l'Anah
Le programme Habiter Mieux de l'Agence nationale de l'habitat a été créé en 2010. Ce programme a pour objectif la rénovation énergétique de 50 000 logements par an occupés par des ménages modestes.
En juin 2018, l'Anah et plusieurs acteurs de la rénovation énergétique ont signé avec les pouvoirs publics une charte « Team pro habiter mieux » qui affiche 4 objectifs : « identifier et informer les ménages, prescrire à bon escient les travaux et les aides publiques disponibles, concevoir et proposer les outils de financements complémentaires aux aides et encourager la rénovation énergétique en copropriété ». La charte a été cosignée par des acteurs institutionnels (Anil, La Poste, Action Logement), des acteurs de terrain (SOliHA, Acad), des ONG (Fondation Abbé Pierre, Fapil, Caritas France), de grands énergéticiens (EDF, Total, Engie, GRDF), des représentants du commerce d'isolants (Saint-Gobain, Leroy Merlin), des acteurs du monde du travail (entreprises et artisans : CAPEB, FFB), de la copropriété (FNAIM, UNIS, Plurience, Nexity) et de la finance (Procivis, Crédit agricole, La Banque postale).

### Observation de la précarité énergétique en France
Cette collecte et analyse de données est un préalable indispensable à la mise en place de politiques de lutte contre la précarité énergétique.
Un Observatoire national de la précarité énergétique (ONPE) a été mis en place le 1er mars 2011 sous l'égide des ministères chargés de l'énergie, de l'environnement et du logement. Son lancement a été présidé par Nathalie Kosciusko-Morizet, ministre de l'Écologie, du Développement durable, des Transports et du Logement, Éric Besson, ministre de l'Industrie, de l'Énergie et de l'Économie numérique et Benoist Apparu, secrétaire d'État chargé du Logement. Créé à l'instigation de Didier Chérel de l'ADEME qui en assure le secrétariat, l'observatoire est présidé par Arnaud Leroy président de l'ADEME. En 2014, l'ONPE considère que près de 1 Français sur 5 sont en situation de précarité énergétique, soit environ 11 millions de personnes.
En 2021, l'ONPE a créé un outil cartographique (GÉODIP) pour géolocaliser les « zones de précarité énergétique », de manière à faciliter et hiérarchiser les politiques publiques visant à résoudre ou atténuer ce type de précarité (grâce à l'Ademe et aux collectivités), et ces données peuvent ensuite être réutilisées par d'autres instances (l'observatoire des territoires par exemple).

### La loi relative à la transition énergétique pour la croissance verte (LTECV)
La loi relative à la transition énergétique pour la croissance verte a été adoptée par l'Assemblée nationale le 22 juillet 2015. Plusieurs dispositions de cette loi visent à lutter contre la précarité énergétique :
L'article 1er instaure un droit à l'énergie en France. Il dispose que la politique énergétique nationale assure « un droit d'accès de tous à l'énergie sans coût excessif au regard des ressources des ménages ». Sont donc mis en avant des dispositifs d'aides financières comme les CEE ou MaPrimeRénov' (anciennement le CITE), qui prend en compte les ressources du ménage pour attribuer une aide à la rénovation énergétique pour des travaux d'isolation ou de chauffage dont les plus précaires peuvent bénéficier,.
L'article 201 de la loi crée un nouveau dispositif d'aide aux ménages en difficultés financières : le chèque énergie (article 124.1 du Code de l'énergie). Il a pour vocation de remplacer les tarifs sociaux. Le chèque énergie aide les ménages français, sous conditions de ressources, à « acquitter tout ou partie du montant des dépenses d'énergie relatives à leur logement ou des dépenses qu'ils assument pour l'amélioration de la qualité environnementale ou la capacité de maîtrise de la consommation d'énergie de ce logement ».
Le ministère de la Transition écologique et solidaire a créé un site internet consacré à la présentation du chèque énergie. Ce site permet également d'utiliser le solde du chèque énergie attribué au ménage pour régler facilement la facture auprès des fournisseurs d'énergie.